# فانويكسفلي
فان وايكسفلي او فانويكسفلي (بالإنجليزية: Vanwyksvlei)‏ هي بلدة صغيرة في كيب الشمالية (بالإنجليزية: Northern Cape)‏ بجنوب أفريقيا. يعود اسم البلدة إلى مزارع يدعى فان وايك (Van Wyk)، وتعني اللاحقة الأفريقية "فلي" (vlei) بمعنى "بركة" أو "مستنقع". ومع ذلك، فإنها واحدة من أكثر المناطق جفافًا في جنوب أفريقيا، وتسمى المنطقة المحيطة بها "دورسلاند" (Dorsland)، والتي تعني بالأفريقية "أرض العطش".

## التاريخ
تأسست فان وايكسفلي في عام 1881، وشهدت حركة في الحرب البورية الثانية، حيث تم منح وسام فيكتوريا كروس لهاري هامبتون (Harry Hampton) وهنري نايت (Henry Knight) لأعمال شجاعة قاموا بها خلال الحرب البورية الثانية.

## سد فان وايكسفلي
تم بناء سد فان وايكسفلي في عام 1882، وهو أول سد تم تمويله من الدولة في جنوب أفريقيا.